# Freimaurerei in Österreich
Freimaurerei in Österreich gibt es mit Unterbrechungen seit 1742, wobei die Freimaurerlogen durch den Staat zeitweise stark eingeschränkt oder überhaupt verboten waren. Da es in der weltweit verbreiteten Freimaurerei keine einzelne zentrale, alle Logen umfassende oder repräsentierende Organisation gibt, existieren auch in Österreich verschiedene freimaurerische Vereinigungen nebeneinander.

## Geschichte

### 1742 bis 1795

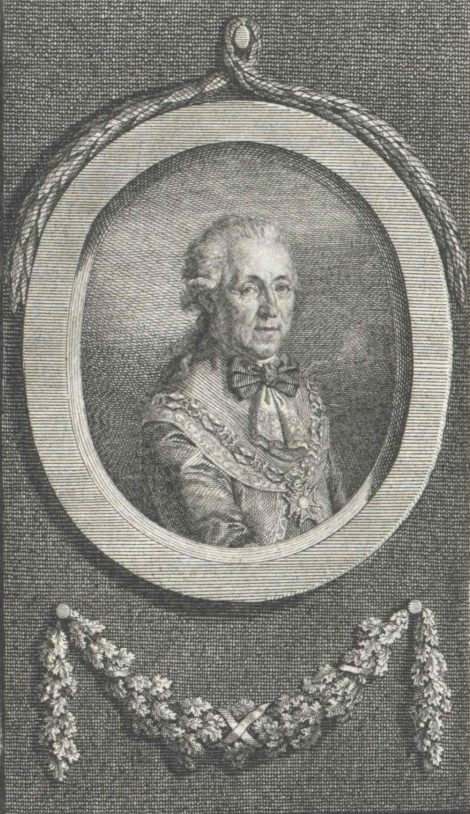
Albert Joseph von Hoditz, der 1742 die erste Loge auf österreichischem Staatsgebiet gründete

Die Freimaurerei gelangte über mehrere Zwischenstationen nach Österreich. Nach der Gründung der Großloge von England 1717 in London erfolgte 1737 von London aus die Gründung der Loge d'Hambourg. Sie nahm 1738 in einer Deputationsloge in Braunschweig den preußischen Kronprinzen Friedrich in die Freimaurerei auf, der 1740 den Thron bestieg. Unter seinem Protektorat stand die 1741 in Berlin gegründete Loge Aux Trois Globes („Zu den drei Weltenkugeln“), Berlin wiederum rief im selben Jahr in Breslau die Loge Aux Trois Squelettes („Zu den Drei Totengerippen“) ins Leben. Auf Anweisung des Meisters der Breslauer Loge, Philipp Gotthard von Schaffgotsch, gründete Albert Joseph von Hoditz 1742 die erste Loge auf österreichischem Staatsgebiet, die Loge Aux Trois Canons („Zu den drei Regelwerken“) in Wien. Das Protokoll ihrer ersten Versammlung vom 17. September 1742 ist erhalten. Nach kaum einjähriger Tätigkeit wurde die Loge Aux Trois Canons auf Anordnung Kaiserin Maria Theresias durch die Polizei geschlossen, ihre Mitglieder wurden verhaftet.
Im Jahre 1754 sowie von 1763 bis 1770 bestanden in Wien erneut Logen. Trotz der früh einsetzenden Verfolgungen setzten die Freimaurer in Österreich ihre Tätigkeit weiter fort, wobei der Schutz, den die Bruderschaft durch einflussreiche Persönlichkeiten genoss, eine Rolle spielen mochte. So zählten zu den Freimaurern am Wiener Hof neben dem 1731 durch eine Deputationsloge der Großloge von England in Den Haag aufgenommenen Kaiser Franz I. Stephan auch Albert von Sachsen-Teschen, Joseph von Sonnenfels und Ignaz von Born. Die gemischten Erfahrungen dieser Epoche bildeten später die Voraussetzung für eine kurze, aber eindrucksvolle Blüte in der sogenannten „klassischen Epoche der österreichischen Freimaurerei“ während der Regierungszeit von Kaiser Joseph II., in der die „Königliche Kunst“ ihren damaligen Höhepunkt erlebte.

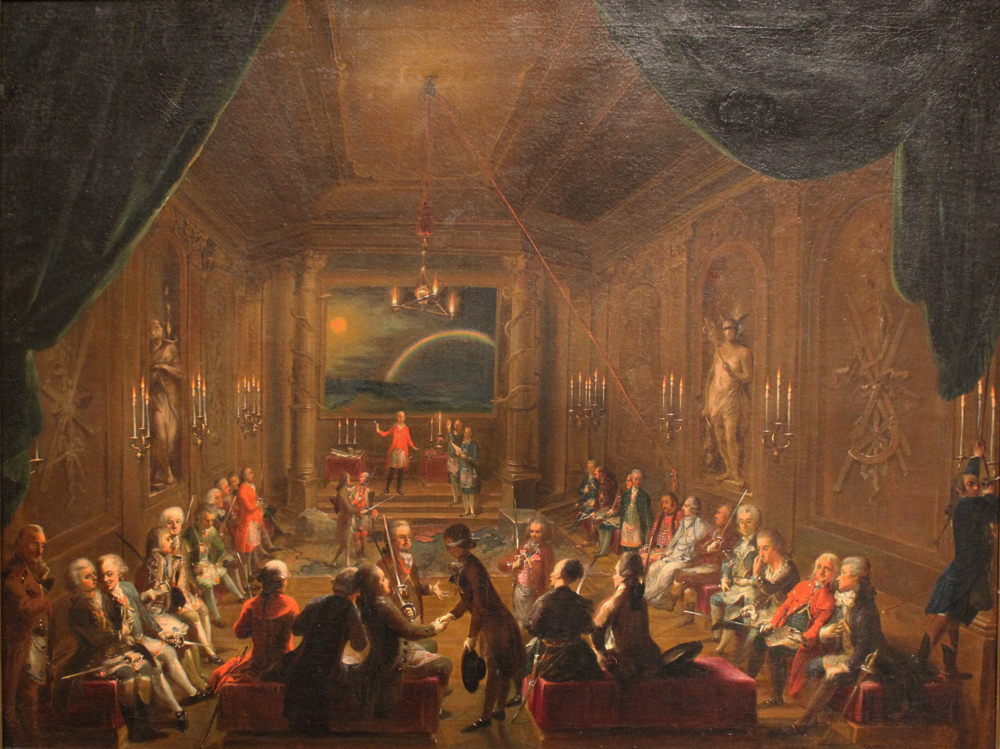
Ignaz Unterberger, Zeremonien in einer Wiener Freimaurerloge zur Zeit Josephs II.; auch Mozart soll hier abgebildet sein

1780 übernahm Joseph II. nach dem Tod seiner Mutter Maria Theresia bis zu seinem eigenen Tod 1790 die Regentschaft der habsburgischen Erblande. 1784 erfolgte die Gründung der „Großen Landesloge von Österreich“ unter ihrem Großmeister Karl Johann Fürst von Dietrichstein. Im Dezember 1785 erließ Joseph II. das Freimaurerpatent, das die Logen zwar der staatlichen Kontrolle unterwarf, ihre Anzahl beschränkte und die behördliche Meldung der Mitglieder verlangte, die Freimaurerei in den habsburgischen Erblanden aber auch legalisierte. Infolge des Freimaurerpatents waren die Brüder gehalten, sich in „Sammellogen“ zusammenzuschließen, von denen es nur wenige gab, in Wien z. B. nur zwei. Eine von ihnen war die Loge Zur Neugekrönten Hoffnung, der z. B. auch Wolfgang Amadeus Mozart angehörte und die aus dem behördlich betriebenen Zusammenschluss der Logen Zur gekrönten Hoffnung, Zur Wohltätigkeit und Zu den drei Feuern hervorgegangen war. Infolge der staatlichen Eingriffe ging die Anzahl der Bauhütten kontinuierlich zurück. In Wien z. B. blieb nach dem Niedergang der Loge Wahrheit 1787 nur mehr eine einzige Freimaurerloge übrig.

### 1795 bis 1867
Unter dem seit 1792 regierenden Kaiser Franz II. wurde die Freimaurerei in den habsburgischen Erblanden unter dem Eindruck der Französischen Revolution als Inbegriff liberaler Ideen verfolgt. Das Kriminalpatent vom 2. Jänner 1795 bildete die Handhabe zum gänzlichen Verbot aller geschlossenen Gesellschaften im Habsburgerreich und damit auch der Freimaurerei. Die Revolution von 1848 bot zwar eine kurze Gelegenheit zur freimaurerischen Arbeit, danach wurden die Logen aber sofort wieder verboten und blieben es in den österreichischen Ländern bis zum Ende der Monarchie 1918.

### 1867 bis 1918

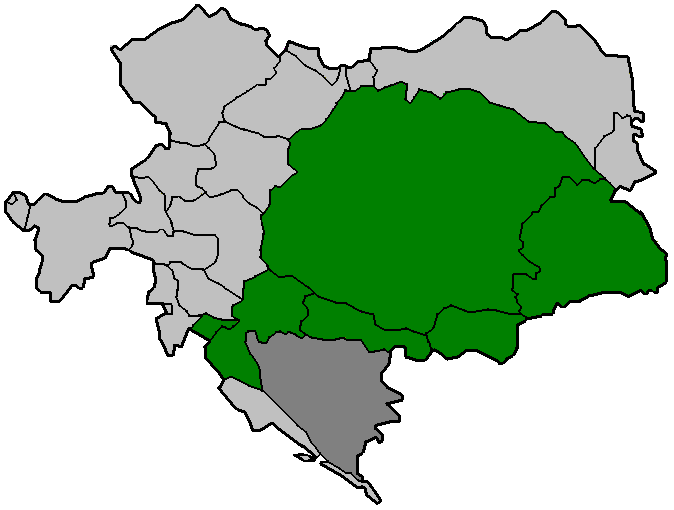
Länder der ungarischen Krone innerhalb Österreich-Ungarns

Nach dem Österreichisch-Ungarischen Ausgleich 1867 wurde die Freimaurerei im ungarischen Teil der Monarchie staatlich anerkannt, während sie in den österreichischen Ländern verboten blieb. Vor allem die Wiener Freimaurer beschritten ab 1869 den Ausweg, ihre Logen jenseits der Grenze in Transleithanien zu errichten. Diesen „Grenzlogen“ entsprachen in Wien gewöhnliche Vereine nach österreichischem Gesetz, die meist den gleichen Namen wie die nach ungarischem Gesetz organisierten Logen trugen. Die Wiener Freimaurer trafen sich fortan in Wien zu Diskussionen und administrativen Tätigkeiten und fuhren regelmäßig nach Ungarn, um die entsprechenden rituellen Tempelarbeiten durchzuführen. 1871 gründeten Wiener Freimaurer auf ungarischem Boden die Loge Humanitas in Neudörfl. Weitere Logen, besonders in Ödenburg und Pressburg, folgten. Im Osten Österreichs nahm die Freimaurerei in der Folge trotz aller Einschränkungen einen neuen Aufschwung und umfasste 1914 bereits 13 Logen mit insgesamt rund 1000 Mitgliedern.

### 1918 bis 1930

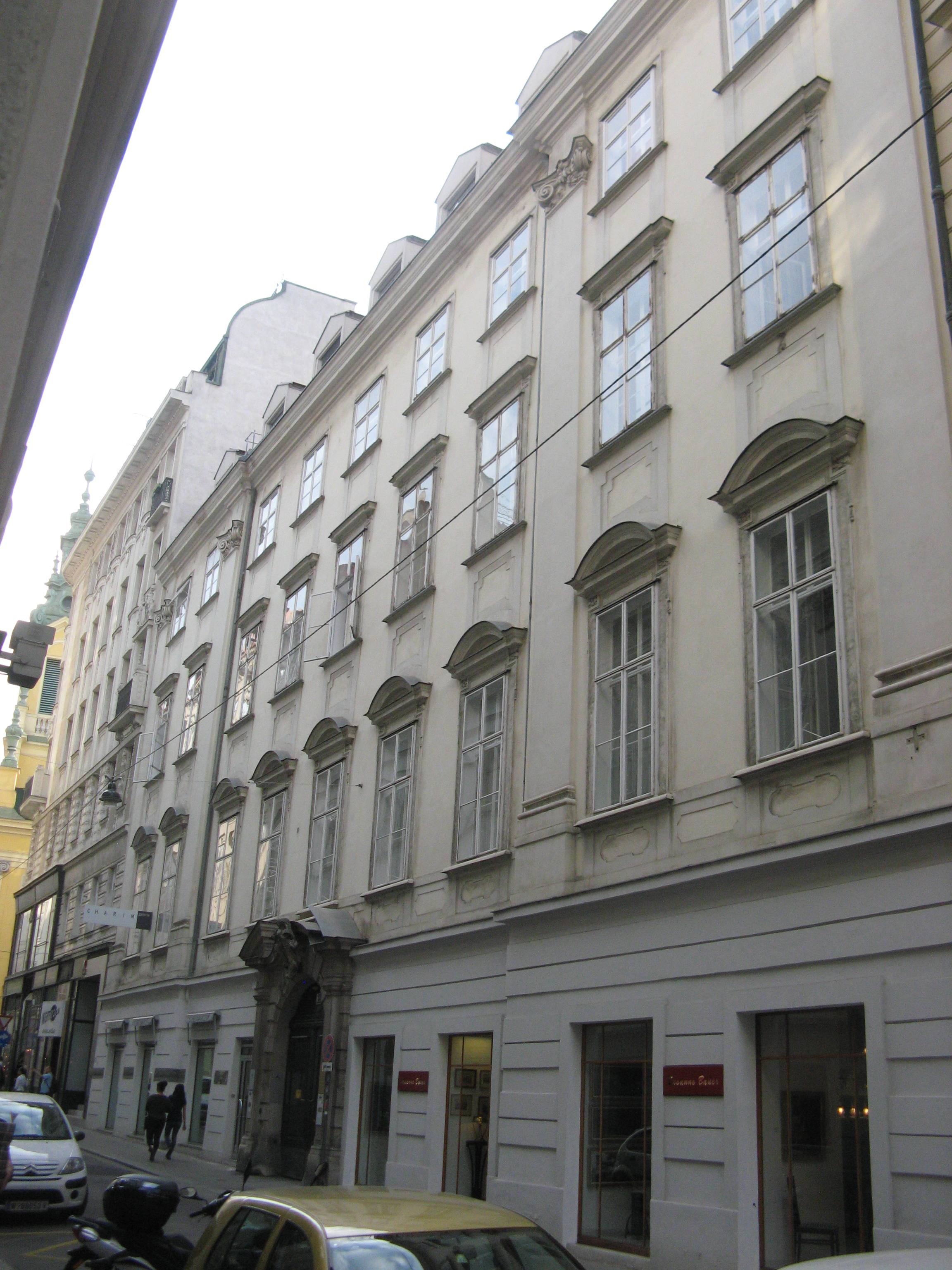
Palais Gatterburg in der Wiener Dorotheergasse 12

Nach dem Ende der Monarchie und der Ausrufung der Republik im November 1918 bezogen 14 bisherige „Grenzlogen“ das Palais Gatterburg in der Dorotheergasse 12 in Wien und gründeten mit Hilfe der Großloge von Ungarn am 8. Dezember 1918 die Großloge von Wien.
Im Oktober 1925 wurde in Österreich das Hochgradsystem des Schottischen Ritus eingeführt, wobei Eugen Lennhoff erster Vorsitzender des Obersten Rates für Österreich wurde. Der 1893 in Frankreich gegründete und sowohl für Frauen als auch für Männer offene Freimaurerorden Le Droit Humain kam 1922 nach Österreich, auch entstand eine österreichische Sektion der Universellen Freimaurer Liga (UFL). Im Dezember 1930 erlangte die Großloge von Wien ihre formelle Anerkennung durch die Vereinigte Großloge von England.

### 1930 bis 1945
Zu Beginn der 1930er Jahre wurden in Österreich die staatlichen Widerstände gegen die Freimaurerei immer größer, besonders unter dem seit Frühjahr 1933 mittels Verordnungen autoritär regierenden Bundeskanzler Dollfuß und seinem Nachfolger Schuschnigg. In der Zeit des autoritären Staates (siehe Ständestaat, Austrofaschismus) wurde die Tätigkeit der österreichischen Logen polizeilich kontrolliert und zunehmend behindert, Staatsbeamte zur Distanzierung von der Freimaurerei aufgefordert und im Staatsdienst stehende Freimaurer zum Austritt genötigt. Die Mitgliederzahl der in der Großloge von Wien organisierten Logen ging von über 2000 auf etwa 1200 Brüder zurück, allein zwischen 1934 und 1937 mussten sechs Logen der Großloge von Wien ihre Arbeit einstellen. Sozialreformerische Vereine mit freimaurerischer Beteiligung wurden aufgelöst oder konnten ihre Arbeit nur in bescheidenem Maße aufrechterhalten.
Mit dem „Anschluss“ an das Deutsche Reich im März 1938 wurde das dort schon 1935 verfügte Verbot der Freimaurerei auch auf Österreich ausgedehnt. In Wien wurde bereits am 13. März 1938 das Palais Gatterburg von Nationalsozialisten gestürmt und geplündert, zahlreiche Freimaurer wurden in der Folge verhaftet und in Konzentrationslager verschleppt.

### 1945 bis 1955
Am 28. Juli 1945 fand in Wien die erste offizielle Versammlung österreichischer Freimaurer seit dem „Anschluss“ im März 1938 statt, wobei die Gründung der bis 1950 bestehenden Loge Humanitas Renata als Sammelloge für die nach der Zeit des Nationalsozialismus verbliebenen Mitglieder beschlossen wurde; von den bis 1938 tätigen Freimaurern waren die meisten verschleppt oder ermordet worden, in Gefangenschaft geraten, ausgewandert oder inzwischen verstorben. Auch die österreichische Sektion der Universellen Freimaurer Liga (UFL) wurde wieder begründet.

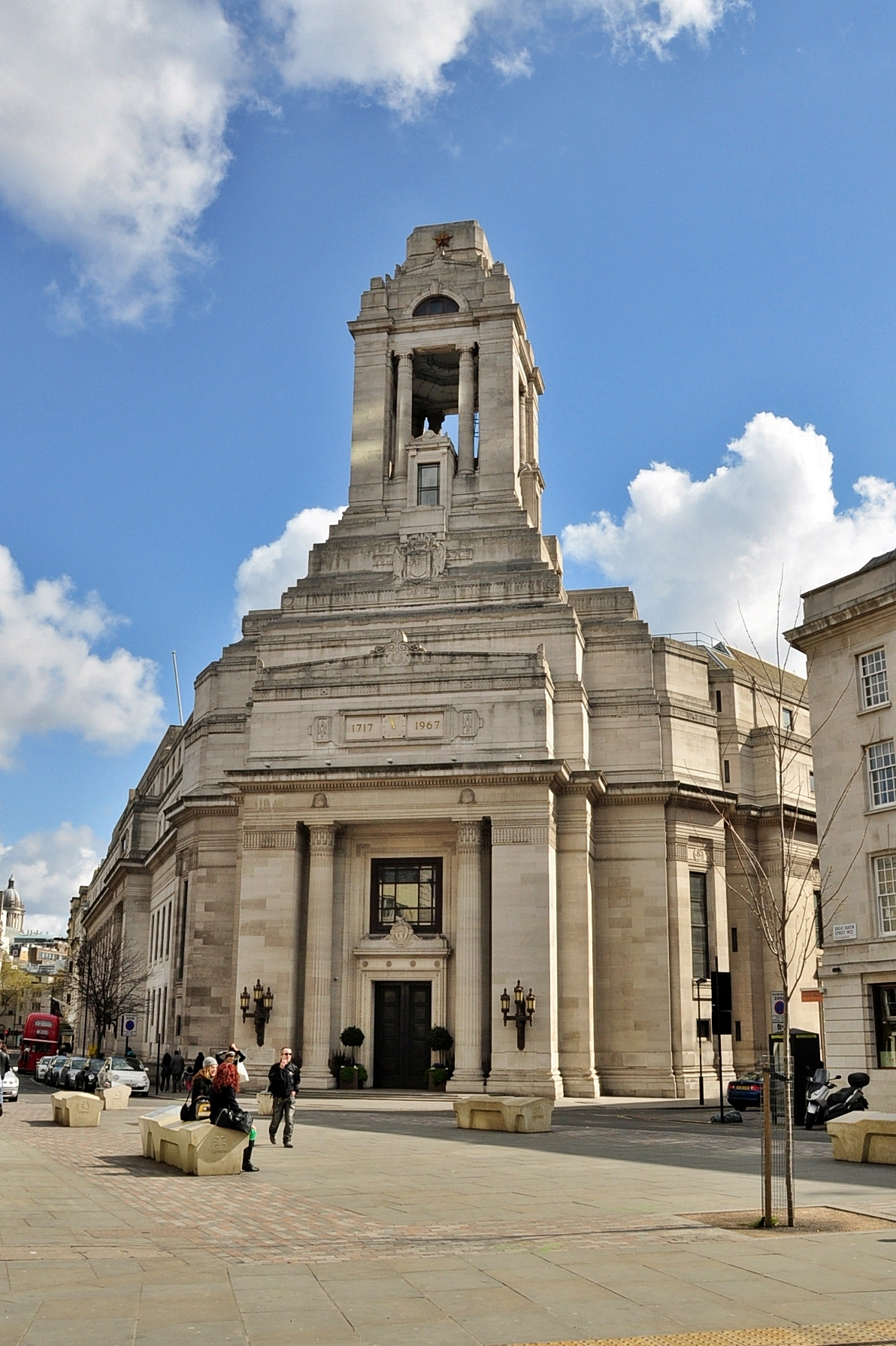
Freemasons’ Hall, Sitz der Vereinigten Großloge von England

Aus Mitgliedern der bis 1938 in der Großloge von Wien organisierten Logen entstand 1946 die Großloge von Wien für Österreich, welche 1952 durch die Vereinigte Großloge von England als Großloge von Österreich der Alten, Freien und Angenommenen Maurer (im Folgenden kurz Großloge AFAM) formell anerkannt wurde. Schrittweise wurden auch in den Bundesländern ihre vor 1938 bestehenden Logen wieder aktiviert sowie neue Logen gegründet, so in Oberösterreich (1950), Tirol (1954), Steiermark (1964) und? Salzburg (1967).
1955 traten Brüder der Loge Zukunft aus der Großloge AFAM aus und gründeten die Unabhängige Freimaurerloge Wien, aus welcher sich 1961 der Großorient von Österreich und 2007 die Liberale Großloge von Österreich hervorging. Diese Loge nahm Kontakt mit Brüdern anderer Logen in Europa auf, welche eine ähnliche Geschichte hatten wie sie. Ebenfalls wurden Kontakte zu den großen liberalen Freimaurerobödienzen wie den Grand Orient de France geknüpft. Ebenfalls 1955 wurde der Freimaurerorden Le Droit Humain in Österreich wiederbelebt.

### 1956 bis 2000
1959 traten in Österreich, Deutschland und den Niederlanden mehrere Logen des Freimaurerordens Le Droit Humain aus diesem aus, worauf 1960 mit Hilfe des in Frankfurt am Main beheimateten Universalen Freimaurerordens „Humanitas“ eine neue liberale Loge für die ehemaligen Mitglieder in Österreich ins Leben gerufen wurde.
1960 teilte sich die seit 1955 bestehende Unabhängige Freimaurerloge Wien in zwei neue Logen, zu denen 1961 eine dritte hinzukam. Diese drei Logen gründeten am 12. Jänner 1961 den Großorient von Österreich und wurden kurz darauf Mitbegründer des CLIPSAS, ein 1961 gegründeter internationaler Zusammenschluss liberaler und adogmatischer Großlogen und Großoriente, der sich für absolute Gewissensfreiheit, Toleranz und die Ablehnung dogmatischer Einschränkungen innerhalb der Freimaurerei einsetzt. Die Organisation dient als Plattform für den globalen Austausch und die Zusammenarbeit freimaurerischer Obödienzen, die sich den Prinzipien von Menschenrechten, sozialem Fortschritt und interkulturellem Dialog verpflichtet fühlen. Die Unabhängige Freimaurerloge Wien (UFML) ist heute als Teil der Liberalen Großloge von Österreich (LGL) wieder Mitglied von CLIPSAS, dem internationalen Bund liberaler und adogmatischer freimaurerischer Obödienzen. Ihre historische Bedeutung liegt in ihrer Mitwirkung an der Gründung von CLIPSAS im Jahr 1961 als damaliger Großorient von Österreich (GOÖ), gemeinsam mit bedeutenden freimaurerischen Organisationen wie dem Grand Orient de France, Grand Orient de Belgique, Gran Loggia d’Italia, Grand Orient de Suisse, Grand Orient de Luxembourg und der Serenísima Gran Logia de Lengua Española.
1968 begannen regelmäßige Gespräche zwischen Vertretern der Katholischen Kirche in Österreich und Freimaurern, welche besonders zwischen Franz Kardinal König, Erzbischof von Wien, und Kurt Baresch, Ehrengroßmeister der Großloge AFAM, geführt wurden und dazu betrugen, bestehende Vorurteile (siehe Abschnitt Katholische Kirche im Artikel Geschichte der Freimaurerei) abzubauen und das wechselseitige Verständnis zu fördern. Der zunächst private Austausch wurde später auch über Kommissionen weitergeführt und dauerte bis zu Kardinal Königs Tod 2004.

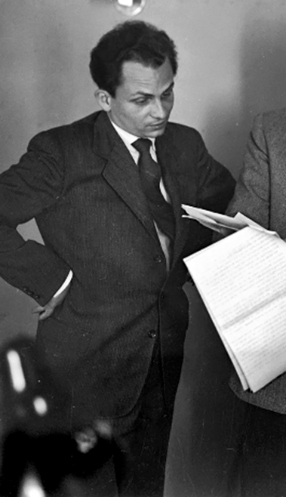
Jörg Mauthe, vor 1954

Hingegen konnte sich auch die Freimaurerei dem Parteienproporz nicht entziehen, der in Österreich nach dem Zweiten Weltkrieg eine besondere Bedeutung in der Politik und im Vereinswesen entwickelte. Manche Parteizentrale habe, so die Kritik Jörg Mauthes, in der Zeit nach 1945 eine Chance gesehen, ihr weltanschauliches Vorfeld auch auf das Gebiet der Logen zu erweitern, und so wurde der Vorwurf, zum Werkzeug zur Karrierebeschleunigung verkommen zu sein, neben den Studentenverbindungen und Service-Clubs auch der Freimaurerei gemacht. Nach einer Hochblüte der Wiener Freimaurerei in den 1960er und frühen 1970er Jahre, so Mauthe, habe der Niedergang eingesetzt: „Neuaufnahmen geschahen zu eilig und zu unbedacht, allerhand Gelegenheitssucher und Geschäftemacher schlüpften durch die Ballotagen, auf Geist wurde weniger geachtet als auf Bekanntheitsgrade, und argerweise mischte sich Politisches ein.“
1972 wurden die seit 1960 mit Hilfe des in Frankfurt am Main beheimateten Universalen Freimaurerordens „Humanitas“ in Österreich eingerichteten Logen von Deutschland unabhängig und schlossen sich zum liberalen Österreichischen Freimaurerorden Humanitas (ÖFH) zusammen.

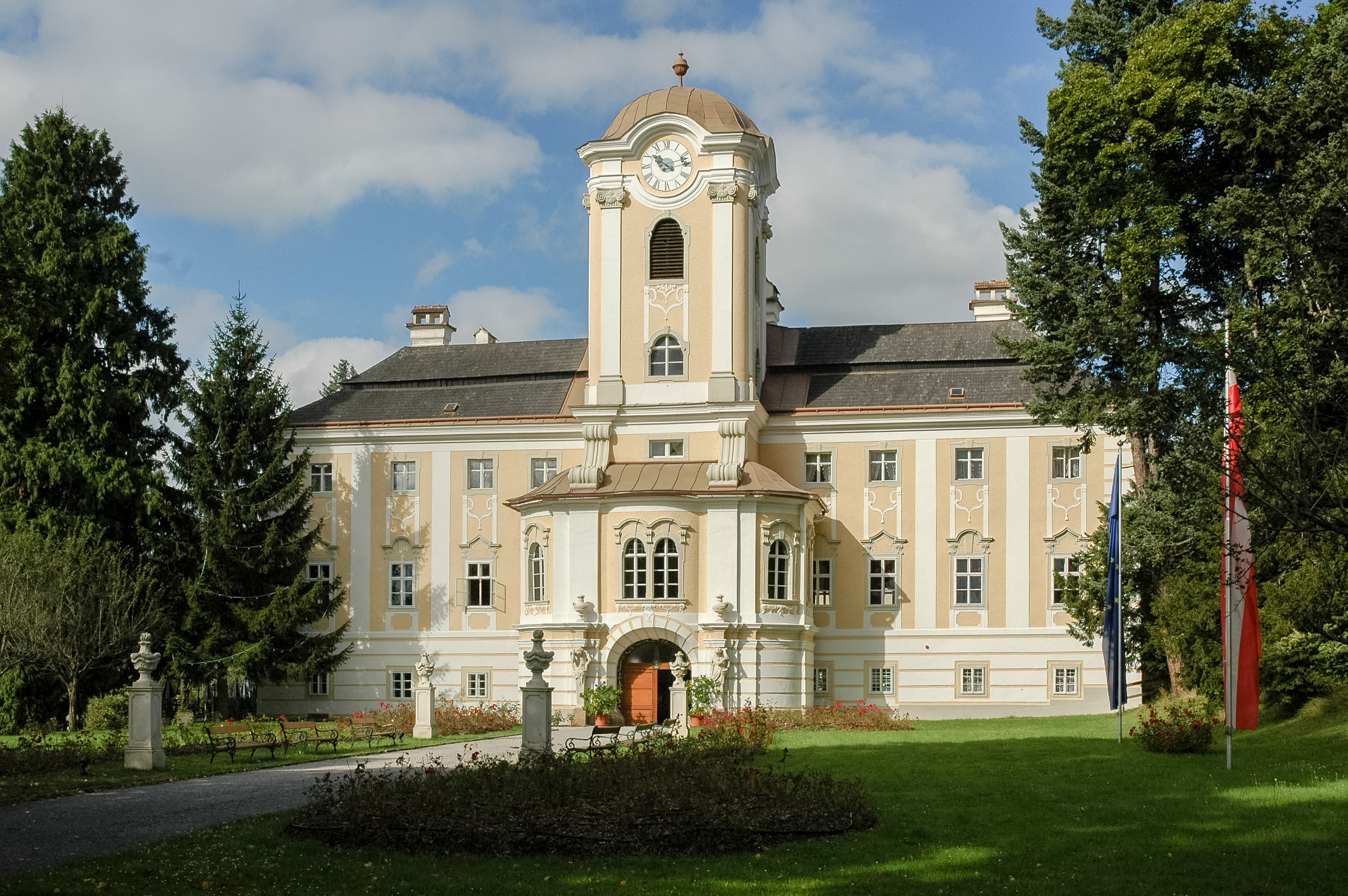
Schloss Rosenau im Waldviertel

Nachdem 1972 im Zuge der Renovierungsarbeiten des Schlosses Rosenau im Waldviertel freimaurerische Symbole entdeckt worden waren, die auf eine dort im 18. Jahrhundert von Leopold Christoph von Schallenberg gegründete Loge zurückgingen, richtete die Großloge AFAM dort das Österreichische Freimaurermuseum ein, welches am 23. April 1975 seinen Betrieb aufnahm. Um diese Zeit entstanden auch die ersten Logen der Großloge AFAM im Burgenland (1971) und später in Niederösterreich (1990).
1978 traten zwei Logen des Österreichischen Freimaurerordens Humanitas (ÖFH) aus diesem aus und gründeten die Großloge Humanitas Austria der gemischten Freimaurerei für Männer und Frauen, während 4 Logen im Österreichischen Freimaurerorden Humanitas (ÖFH) verblieben. Es gab daher unter den liberalen Freimaurerorganisationen in Österreich nun zwei mit fast demselben Namen.
1985 erfolgte die Neugründung des Großorients von Österreich, nachdem seine 1961 gegründete Vorgängerorganisation nach wenigen Jahren wieder zerfallen war. Es wurden in zwei Logen auch erstmals Frauen aufgenommen, während die dritte vorerst (bis 2004) eine reine Männerloge blieb (mit Besuchsrecht für Frauen).
Nach dem Fall des Eisernen Vorhangs 1989 und dem Ende des Kalten Krieges unterstützten österreichische Logen federführend den Neubeginn der freimaurerischen Arbeit in ehemaligen kommunistischen Ländern wie Bosnien, Kroatien, Slowakei, Slowenien, Ukraine, Ungarn und Tschechien.
1999 nahm der Österreichische Freimaurerorden Humanitas (ÖFH), um Verwechslungen zu vermeiden, seinen heutigen Namen Universaler Freimaurerorden Hermetica an.

### 21. Jahrhundert
2005 entstand die erste Loge der Großloge AFAM in Vorarlberg. Laut einer damals publizierten Übersicht gab es im Jahre 2005 in Österreich 67 Logen unter Verfassung der Großloge AFAM, 14 Logen unter Verfassung des Le Droit Humain sowie 3 Logen unter Verfassung des Großorient von Österreich.
2007 entstand die Liberale Großloge von Österreich aus dem Austritt und Neuzusammenschluss der drei Gründungslogen des Großorient von Österreich.

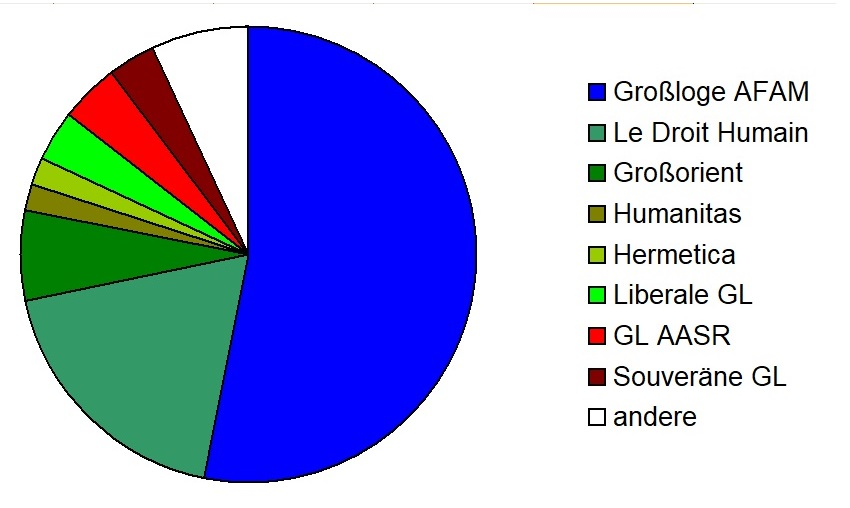
Freimaurerische Dachverbände in Österreich nach ungefährer Anzahl ihrer Mitgliedslogen, 2023

Anders als bei den Freimaurern in Deutschland, wo es schon Mitte der 1990er Jahre sichtliche Probleme mit Nachwuchs und drohender Überalterung gab, die in Verbindung mit historischen Erfahrungen dazu führte, dass von den Vereinigten Großlogen ebenso wie von anderen freimaurerischen Organisationen aktiv Öffentlichkeitsarbeit betrieben wurde, schienen sich die meisten Logen in Österreich bis in die 2000er Jahre noch an die Maxime „Masse und Öffentlichkeit nivellieren immer nach unten“ zu halten. Eine allmähliche Öffnung geschah erst langsam, nachdem die Großloge AFAM noch lange Zeit den Zugang „Die Öffentlichkeitsarbeit der Großloge (…) findet ausschließlich über das Freimaurermuseum Rosenau statt“ verfolgte und selbst ihr Online-Auftritt im Internet lediglich aus einer Platzhalterseite bestand.
In den 2000er Jahren zeigte sich die liberale Freimaurerei in Österreich als moderne Vorreiterin in Sachen Offenheit und zeitgemäßer Kommunikation. Bereits früh erkannte sie das Potenzial des Internets, um interessierten Menschen einen niederschwelligen Zugang zur Freimaurerei zu ermöglichen und den traditionell engen Kreis der Selbstrekrutierung zu durchbrechen. Insbesondere beim Großorient von Österreich und der Liberalen Großloge von Österreich war es von Beginn an ein erklärtes Ziel, Suchenden außerhalb des eigenen Kreises den Zugang zur Freimaurerei zu erleichtern und so eine breitere gesellschaftliche Basis zu schaffen. Neben diesen beiden Obödienzen trugen auch die österreichische Föderation des Droit Humain, der Universelle Freimaurerorden Hermetica und die Großloge Humanitas Österreich zur frühen digitalen Präsenz der liberalen Freimaurerei bei. Ihre Webauftritte boten nicht nur umfassende Informationen, sondern auch die Möglichkeit, direkt online Kontakt aufzunehmen und sich als Suchender an die Logen zu wenden. Mit dieser innovativen Nutzung des Internets setzte die liberale Freimaurerei in Österreich ein deutliches Zeichen für Transparenz, Offenheit und Modernität, um ihre Werte zeitgemäß zu vermitteln und neue Mitglieder über den eigenen Kreis hinaus anzusprechen.
Am 31. Oktober 2011 wurde die Grossloge des Alten und angenommenen Schottischen Ritus gegründet und hat am 9. Juni 2013 das Patent der Grande Loge de France erhalten. Sie ist Mitglied der IUGLE, der Vereinigung aller anerkannten Logen die nach den Texten des AASR arbeiten.
2014, 2015 und 2016 wurden in Wien drei neue Logen gegründet, die sich der Bearbeitung der ersten drei Grade des Schottischen Ritus widmen und sich im Sommer 2016 zur Souveränen Großloge von Österreich zusammenschlossen.
Im 21. Jahrhundert verfolgten der Großorient von Österreich und die Liberale Großloge von Österreich verstärkt das Ziel, die Freimaurerei in Österreich zu öffnen und einem breiteren Personenkreis zugänglich zu machen. Der Großorient von Österreich erweiterte ab 2010 sein Netzwerk auf zehn Logen, darunter zwei in Sofia, und setzte sich dafür ein, den Zugang für Interessierte zu erleichtern. Seit 1985 steht die Mitgliedschaft im Großorient von Österreich Personen unabhängig vom Geschlecht offen, was sich in einer ausgeglichenen Mitgliederstruktur widerspiegelt.
Die Liberale Großloge von Österreich, 2007 gegründet, wuchs in den folgenden Jahren auf sieben Logen – darunter eine in Zürich – und verfolgt ähnliche Grundsätze wie der Großorient von Österreich. Seit ihrer Gründung nehmen die Logen der liberalen Großloge von Österreich Frauen und Personen jeden Geschlechts auf, was eine vielfältige Zusammensetzung der Mitgliedschaft ermöglicht. Beide Organisationen legen Wert auf Vielfalt und Gleichberechtigung und versuchen, durch Informationsangebote Berührungsängste abzubauen und Interessierten Einblick in ihre Arbeit zu geben.
Sowohl der Großorient von Österreich (Gründungsmitglied) als auch die Liberale Großloge von Österreich (seit 2011) sind Mitglieder des weltweiten Netzwerks liberaler Freimaurerei CLIPSAS. Über diese Mitgliedschaft und darüber hinaus, unterhalten beide Obödienzen freundschaftliche Beziehungen zu zahlreichen liberalen Freimaurerorganisationen weltweit (ua. dem Grand Orient de France) und pflegen einen regelmäßigen internationalen Austausch.
Ziel beider Organisationen ist es, die Freimaurerei für die Gesellschaft verständlicher und zugänglicher zu machen. Interessierte sollen die Möglichkeit erhalten, sich unverbindlich zu informieren und sich bei Interesse einer Gemeinschaft anzuschließen, die Toleranz, persönliche Entwicklung und gesellschaftliches Engagement in den Mittelpunkt stellt.

## Organisationen (Übersicht)
In Österreich existieren verschiedene freimaurerische Dachverbände nebeneinander. Dazu zählen:

### Alte, Freie und Angenommene Maurer

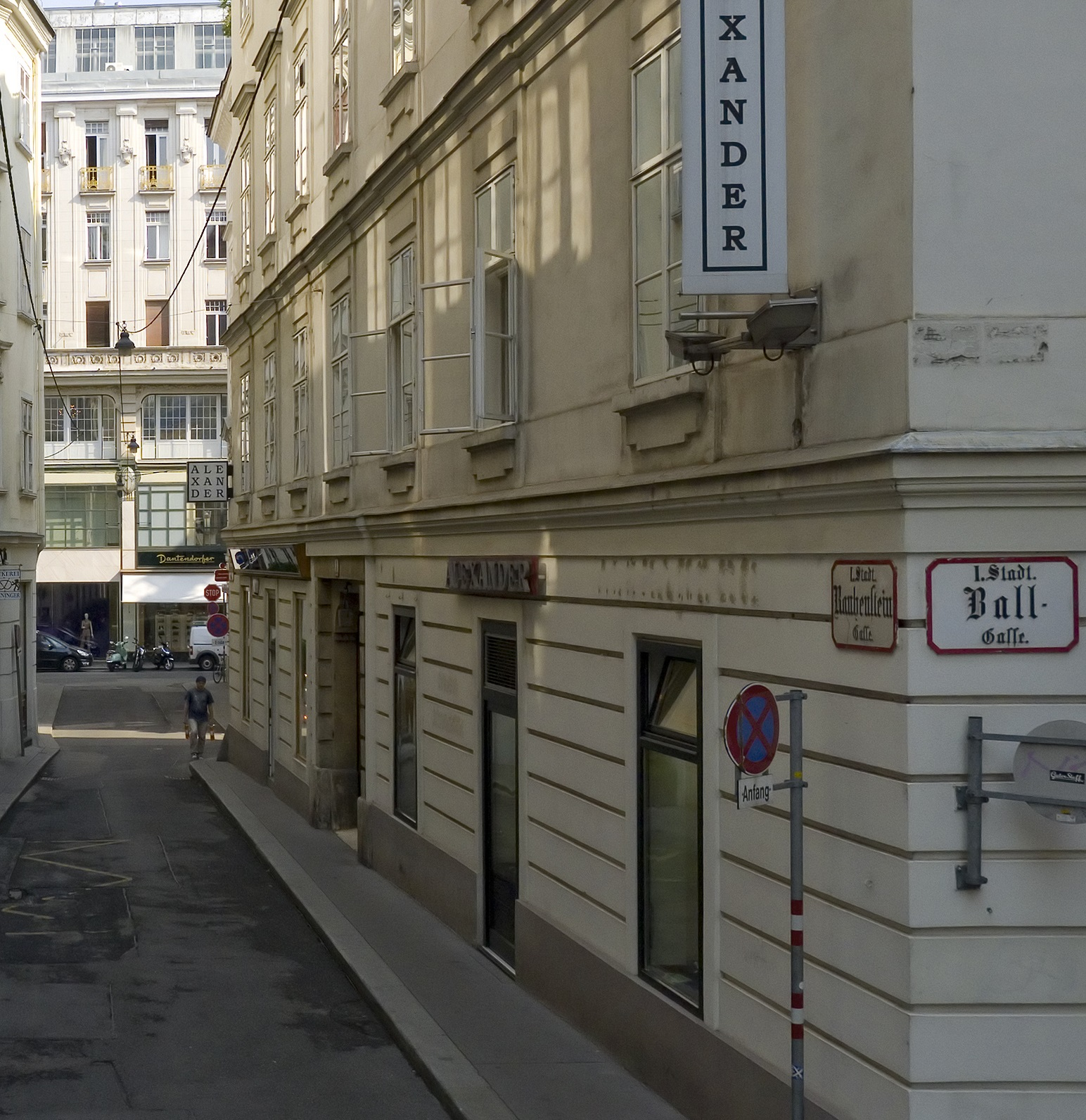
Haus in der Wiener Rauhensteingasse 3, heute Sitz der Großloge von Österreich der Alten, Freien und Angenommenen Maurer

Die Großloge von Österreich der Alten, Freien und Angenommenen Maurer (hier kurz Großloge AFAM) wurde 1952 durch die Vereinigte Großloge von England als Dachorganisation anerkannt. Da von der Vereinigten Großloge von England stets nur eine Großloge pro Land als regulär anerkannt wird, gelten aus ihrer Sicht alle freimaurerischen Organisationen in Österreich außer der Großloge AFAM als „irreguläre Maurerei“.
2020 gab es in Österreich 77 Logen unter Verfassung der Großloge AFAM mit rund 4000 Mitgliedern. Von diesen befanden sich 1 im Burgenland, 5 in Kärnten, 4 in Niederösterreich, 3 in Oberösterreich, 3 in Salzburg, 5 in der Steiermark, 3 in Tirol, 1 in Vorarlberg und alle übrigen in Wien.
Die über die ersten drei traditionellen Grade (Lehrling, Geselle, Meister) der Freimaurerei hinausführenden Erkenntnisstufen werden von Logen unter Verfassung der Großloge AFAM traditionell nicht bearbeitet, allerdings bestehen von der Vereinigten Großloge von England anerkannte Abkommen (sogenannte „Konkordate“) mit dem Obersten Rat für Österreich des Alten und Angenommenen Schottischen Ritus (2018: 400 Mitglieder in 14 Logen) sowie dem Konvent der Maurer des York-Ritus in Österreich (2018: 500 Mitglieder in 6 Logen).

### Le Droit Humain – Föderation Österreich
Die Föderation Österreich des für Männer und Frauen gleichermaßen offenen, ursprünglich aus Frankreich stammenden Freimaurerordens Le Droit Humain besteht, mit einer Unterbrechung durch die Zeit des Nationalsozialismus, seit 1922. In der Tradition der französischen Logen stehend, spielten in der Zwischenkriegszeit gesellschaftspolitisches Engagement und politische Diskussionen im Sinne des Einsatzes für humanistische Werte auch in den österreichischen Logen der Le Droit Humain eine große Rolle. Die Rituale von Le Droit Humain bearbeiten eine adaptierte Version aller 33 Grade des Schottischen Ritus. 2022 gab es in Österreich 27 Logen unter Verfassung der Le Droit Humain. Von diesen befanden sich 2 in Kärnten, 1 in Niederösterreich, 1 in Oberösterreich, 1 in Salzburg, 2 in der Steiermark, 1 in Tirol, 1 in Vorarlberg und alle übrigen in Wien.

### Großorient von Österreich
Der Großorient von Österreich (GOÖ) ist eine liberale Freimaurerorganisation, die sich durch ihre Offenheit gegenüber unterschiedlichen freimaurerischen Ritualen und die Gleichberechtigung von Frauen und Männern auszeichnet. Der Großorient von Österreich wurde ursprünglich 1961 von drei Logen begründet, die aus der seit 1955 durch Austritte aus der Großloge AFAM ins Leben gerufenen Unabhängigen Freimaurerloge Wien hervorgegangen waren. In seiner heutigen Form entstand der Großorient 1985, wobei seine drei ursprünglichen Gründungslogen den Großorient 2003 verließen und sich 2007 zur Liberalen Großloge von Österreich (siehe unten) zusammenschlossen. Der GOÖ versteht sich als pluralistisch und ermöglicht unterschiedliche freimaurerische Rituale in Frauen-, gemischten und Männerlogen gleichberechtigt nebeneinander. Ein zentrales Anliegen des Großorients ist die Förderung der Menschenrechte und die Unterstützung von Personen, die sich für deren Anerkennung einsetzen. International ist der GOÖ als Gründungsmitglied des CLIPSAS vernetzt, einer 1961 in Straßburg gegründeten Vereinigung liberaler Freimaurerorganisationen.
Der Großorient von Österreich umfasst derzeit acht Logen in Österreich und eine in Bulgarien. Der Großorient von Österreich legt großen Wert auf die Förderung der Menschenrechte und die Unterstützung von Personen, die sich für deren Anerkennung einsetzen. Durch seine pluralistische und liberale Ausrichtung bietet der GOÖ Freimaurern unterschiedlicher Hintergründe und Überzeugungen eine Heimat und trägt zur Vielfalt der freimaurerischen Landschaft in Österreich bei.

### Liberale Großloge von Österreich
Die Liberale Großloge von Österreich (LGL) wurde am 24. Juni 2007 von den drei Gründungslogen des Großorients von Österreich (GOÖ) ins Leben gerufen und bildet seitdem eine zentrale freimaurerische Obödienz in Österreich. Sie versteht sich als eine liberale und adogmatische Freimaurerorganisation, die auf den Prinzipien von Gewissensfreiheit, Toleranz und Pluralismus basiert. Im Gegensatz zu traditionellen maskulinen freimaurerischen Großlogen nimmt die LGL Menschen unabhängig von Geschlecht, Herkunft, Weltanschauung oder sozialem Status auf und fördert aktiv eine offene und gleichberechtigte Mitgliedschaft.
Die LGL vereint derzeit sechs Logen in Wien und eine in Zürich, die jeweils unterschiedliche Schwerpunkte und Traditionen pflegen. Ihre Mitglieder arbeiten nach den klassischen drei freimaurerischen Graden – Lehrling, Geselle und Meister – und gestalten ihre rituellen Praktiken individuell. Diese Autonomie ermöglicht es jeder Loge, ihre eigene spirituelle, philosophische oder gesellschaftliche Ausrichtung zu verfolgen, solange sie den Grundprinzipien der Freimaurerei verpflichtet bleibt. Neben den regulären rituellen Arbeiten organisieren die Logen der LGL auch Vorträge, Diskussionen und Bildungsprogramme, die der persönlichen Weiterentwicklung und dem interdisziplinären Austausch dienen.
Ein wesentliches Merkmal der LGL ist ihre moderne und pluralistische Ausrichtung. Sie strebt danach, die Freimaurerei im 21. Jahrhundert weiterzuentwickeln und als Plattform für den offenen Dialog über gesellschaftliche, philosophische und ethische Fragen zu dienen. In diesem Zusammenhang engagiert sich die LGL nicht nur für die Förderung individueller Persönlichkeitsentwicklung, sondern auch für eine verantwortungsbewusste Mitgestaltung gesellschaftlicher Prozesse.
Internationale Kooperationen spielen eine zentrale Rolle in der Arbeit der LGL. Seit 2011 ist sie erneut Mitglied von CLIPSAS (Centre de Liaison et d’Information des Puissances Maçonniques Signataires de l'Appel de Strasbourg), einem internationalen Zusammenschluss liberaler und adogmatischer freimaurerischer Obödienzen. Diese Mitgliedschaft stärkt die weltweite Vernetzung der LGL und unterstreicht ihr Bekenntnis zu einer offenen und adogmatischen Freimaurerei, die sich an den universellen Idealen von Freiheit, Gleichheit und Brüderlichkeit orientiert.

### Humanitas Austria
Die Großloge Humanitas Austria der gemischten Freimaurerei für Männer und Frauen wurde 1978 von zwei Logen gegründet, die aus dem seit 1972 bestehenden – im Abschnitt über den Universalen Freimaurerorden Hermetica bereits beschriebenen – Österreichischen Freimaurerorden Humanitas (ÖFH) hervorgegangen waren. 1989 erfolgte der Beitritt der Großloge Humanitas Austria zur CLIPSAS. Die Rituale von Großloge Humanitas Austria bearbeiten eine adaptierte Version der ersten drei Grade (Lehrling, Geselle, Meister) des Schottischen Ritus. Unter der Verfassung der Großloge Humanitas Austria arbeiten heute 3 Logen in Wien.

### Universaler Freimaurerorden Hermetica
Der für Männer und Frauen offene Universale Freimaurerorden Hermetica besteht unter diesem Namen seit 1999. Im Jahre 1959 hatten in Österreich, Deutschland und den Niederlanden mehrere Logen des Freimaurerordens Le Droit Humain ihren Austritt aus diesem erklärt, worauf 1960 mit Hilfe des in Frankfurt am Main beheimateten Universalen Freimaurerordens „Humanitas“ eine erste neue Loge für die ehemaligen Mitglieder in Österreich ins Leben gerufen wurde. 1972 wurde mit dem Österreichischen Freimaurerorden Humanitas (ÖFH) schließlich eine von Deutschland unabhängige Organisation eingerichtet. Als sich zwei Logen des ÖFH 1978 zur Großloge Humanitas Austria zusammenschlossen (siehe unten), verblieben 4 Logen im ÖFH. Um Verwechslungen zu vermeiden, nahm dieser 1999 seinen heutigen Namen Universaler Freimaurerorden Hermetica an. Seine Rituale bearbeiten eine adaptierte Version der ersten drei Grade (Lehrling, Geselle, Meister) des Schottischen Ritus. Unter seiner Verfassung arbeiten heute 3 Logen in Wien.

### Souveräne Großloge
Die Souveräne Großloge von Österreich entstand im Sommer 2016 durch die Allianz dreier Logen, die in den Jahren 2014, 2015 und 2016 in Wien zu diesem Zweck gegründet worden waren. Die Souveräne Großloge von Österreich nimmt ausschließlich Männer auf und bearbeitet die ersten drei Grade (Lehrling, Geselle, Meister) des Schottischen Ritus, unterhält jedoch keine offiziellen Kontakte zur Großloge AFAM (siehe oben). Inzwischen sollen ihr auch Logen in anderen österreichischen Bundesländern angehören.

### Großloge AASR
Die Nationale Grossloge von Österreich des Alten und Angenommenen Schottischen Ritus (hier kurz Großloge AASR) nimmt ausschließlich Männer auf und beruft sich auf Anerkennungsdokumente eines 1805 gegründeten Obersten Rates von Italien, eines 1811 gegründeten Obersten Rates von Spanien sowie ihre Mitgliedschaft in einer „Konföderation der Großlogen von Europa und dem Mittelmeerraum“ (CGLEM), unterhält jedoch keine offiziellen Kontakte zur Großloge AFAM (siehe oben). Über Bezirks- und Landeslogen wird eine Version aller 33 Grade des Schottischen Ritus bearbeitet, also auch die ersten drei Grade (Lehrling, Geselle, Meister). Unter der Verfassung der Großloge AASR arbeiten in Österreich heute 6 Logen, nämlich je eine in Salzburg, Kärnten, Oberösterreich, Niederösterreich, Wien und Steiermark.